# Ferret

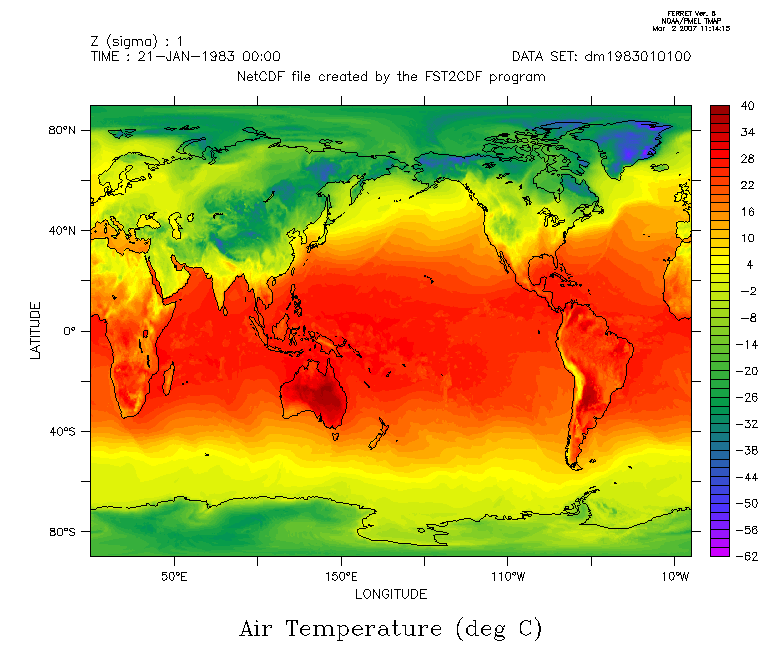
Графическое окно Ferret

Ferret — программа для визуализации и анализа больших массивов данных океанографии и метеорологии. В Ferret реализован интуитивно понятный подход к анализу данных. Переменные определяются интерактивно как математические выражения включающие исходные данные. Вычисления могут быть применены для произвольно определённых регионов. Программа мультиплатформенная и работает под Unix и Linux системами, имеется версия для Windows. Также есть веб-версия("WebFerret"). 
Была разработана Проектом по Моделированию и Анализу Температурных изменений (TMAP) в Сиетле для анализа многочисленных моделей по распределению температуры в океане. 
Широко используется в среде океанографов для расчетов и их визуализации в виде, пригодном для использования в научных статьях. 